# 維塔利·格拉西莫夫
維塔利·彼得羅維奇·格拉西莫夫（俄语：Виталий Петрович Герасимов，羅馬化：Vitaly Petrovich Gerasimov，1977年7月9日—）是俄羅斯將領，軍銜陸軍少將。现任中央軍區第41合成集团军的參謀長和第一副司令。

## 生平
格拉西莫夫1977年7月9日出生於蘇聯韃靼蘇維埃社會主義自治共和國喀山。
他在1999年畢業於車里雅賓斯克高級坦克指揮學校喀山分校喀山高級坦克指揮學校、2007年畢業於俄羅斯聯邦軍隊綜合軍事學院、2019年畢業於俄羅斯總參謀部軍事學院。格拉西莫夫在1999年至2005年，先後在北高加索軍區和遠東軍區任坦克排長、坦克連長、坦克訓練營參謀長；自2007年到2010年，他擔任北高加索軍區一個機動步槍營的指揮官；自2010年到2013年，他是中央軍區第41合成集团军第74獨立近衛機動步兵旅參謀長及副指揮官；2013年至2014年，為第2近衛聯合武裝集團軍第15獨立機動步旅旅長；2014年至2017年，是俄羅斯聯邦軍隊綜合軍事學院戰術系主任；2016年，他被任命為第41659部隊第35獨立機動步兵旅的指揮官；2019年至2020年是第90近衛坦克師指揮官；自2020年起，成為第41合成集团军參謀長和第一副司令。

## 事蹟
維塔利·格拉西莫夫曾參加过第二次車臣戰爭和俄羅斯在敘利亞的軍事行動。2022年3月，烏克蘭國防部表示根據截獲俄軍之間的通訊，格拉西莫夫已在2022年俄羅斯入侵烏克蘭期間在哈爾科夫州陣亡。另据俄罗斯媒体报道，格拉西莫夫尚存活，并于2022年5月22日获授亚历山大·涅夫斯基勋章。

## 榮譽
- 帶劍四級祖國功勳勳章[7]
- 勇氣勳章[7]
- 軍功勳章[7]
- 二級祖國功勳獎章[7]
- 一級軍事英勇勳章[7]
- 一級軍事服務傑出獎章[7]
- 二級軍事服務傑出獎章[7]
- 三級軍事服務傑出獎章[7]
- 克里米亞回歸獎章[1][7]
- 敘利亞軍事行動參與者獎章[7]
- 亚历山大·涅夫斯基勋章[6]